# Élections législatives françaises de 1889
Les élections législatives de 1889 ont eu lieu les 22 septembre et 6 octobre 1889. Elles se sont déroulées au scrutin uninominal à deux tours par arrondissements (loi du 13 février 1889).
L'Algérie élit six députés : deux pour l'arrondissement d'Alger, deux pour l'arrondissement d'Oran et deux pour l'arrondissement de Constantine.
Trois députés représentent les colonies : un pour la Cochinchine, un pour l'Inde française et un pour le Sénégal.
À La Réunion (deux sièges) et en Guyane (un siège), les élections ont lieu le 6 octobre.

## Contexte
Alors que le Boulangisme est devenue une véritable menace en 1888, le gouvernement tente d'abord de la combattre par le dénigrement politique, affaibli par la division entre radicaux et opportunistes, les échecs se multiplient. La plus importante victoire boulangiste arrive le 27 janvier 1889, avec la victoire à Paris de Georges Boulanger. Cet électrochoc marque un rapprochement d'urgence entre les deux composantes républicaines pour un gouvernement qui doit mettre fin au boulangisme via le ministre de l'Intérieur Ernest Constans. 
Celui-ci fait d'abord interdire la Ligue des patriotes, force militante au service de Boulanger, de Paul Déroulède avant de faire fuir le général en Belgique puis en Angleterre en lui faisant croire à son arrestation immédiate.
Dans le même temps, les députés votent la loi du 13 février 1889 qui rétablit le scrutin uninominal à deux tours par arrondissements, annulant aussi toutes les élections partielles jusqu'au prochain renouvellement. Dans un second temps, la Chambre, alors à quelques jours de la fin de la session, adopte le 13 juillet une loi contre les candidatures multiples, rendant aussi obligatoire la déclaration de candidature. Après le passage au Sénat, la loi est adoptée le 17 juillet. Ces deux lois doivent considérablement affaiblir le boulangisme qui manque de présence hors de la région parisienne et ne pouvant plus compter sur un vote global sur le nom de Georges Boulanger. De plus, le pays passe à autre chose et oublie rapidement Boulanger, exilé à Londres. Sa condamnation, avec Dillon et Rochefort, par la Haute Cour le 13 août, ne suscite aucune émotion. 
La campagne électorales est calme, les incidents étant dans la moyenne de l'époque. Les boulangistes restent sur leur programme de « révision-constituante » sans plus développer. Les sujets de la campagne sont assez peu clivants. Le « barodet » indique que la révision reste une promesse pour 346 députés, les tarifs douaniers pour 321, la maitrise du budget pour 260, l'union des républicains pour 236, la liberté de conscience pour 212, pour développer les institutions de secours et de prévoyance pour 211, une politique de paix pour 207, la réforme de l'impôt pour 164, la réduction ou la suppression des frais de justice pour 161, la stabilité ministérielle pour 141, la séparation des Églises et de l'État pour 117 députés, l'arrêt des conquêtes coloniales pour 92 et enfin, la liberté d'association pour 46 députés. 
Les accusations d'ingérences cléricales et administratives croisées sont toujours présentes. Les catholiques commencent à vouloir faire de la question religieuse le thème principal, mais sans y parvenir. Le garde des sceaux demande aux procureurs de ne pas intervenir dans les affaires politiques et de surveiller le clergé pour qu'ils fassent de même. Marius Thévenet adresse aux évêques une circulaire pour leur dire de ne pas intervenir dans les affaires politiques. Le ton est abrupte et les évêques sont assez choqués. Le conseil des ministres critique en interne cette méthode contre-productive.
Le bas clergé est en réalité assez calme et seule une minorité est activiste. Un quart des évêques envoient un texte sur les élections et seulement quatre sont hostiles. 300 prêtres ont leurs traitements annulés pour ingérence électorale. Bertrand Joly indique que Charles Seignobos se trompe en disant que le clergé fait le lien de coalition entre les boulangistes et la droite.
La pression administrative est plus importante sans être décisive, le gouvernement adresse aux préfets et fonctionnaires des instructions énergiques. Par exemple, les instituteurs n'ont pas à être impartiaux et doivent soutenir le gouvernement. Il est rappelé aux trésoriers-payeurs généraux qu'ils sont les loyaux serviteurs du gouvernement. Quelques révocations ont lieu sur des officiers ayant un lien avec Boulanger mais les actions restent modérées.

## Désignation des candidats et campagne électorale

### Socialistes
Les socialistes se déchirent, ne présentant des candidatures que dans la Seine. Les blanquistes après plusieurs mois de tensions face à l'attitude face à Boulanger, scissionnent le 8 août. Ernest Granger souhaite soutenir Henri Rochefort mais Édouard Vaillant proteste préférant l'abstention. La majorité des groupes parisiens quitte le Comité révolutionnaire central pour former le Comité central socialiste révolutionnaire soutenant directement Boulanger.

### Boulangistes
La campagne électorale boulangiste est désorganisée. Albert Verly, secrétaire du CRN toujours à Paris, est nommé par Boulanger pour coordonner la campagne mais presque aucun budget ne lui est donné, 22 000 francs. De plus, il est court-circuité par le reste de l'état-major à Londres dont Boulanger lui-même et Verly n'a aucun contrôle sur les candidatures, tandis que Dupérier a le monopole de la campagne dans la Seine. Le matériel électoral est même gardé par Pech de Cadel qui est saisi par la police avant son expédition. Le CRN perd fortement son utilité car chacun des députés boulangistes ne s'occupe que de lui-même.  Le choix des candidats boulangistes est fait selon les déclarations publiques de Dillon dès avril, en réalité il n'en est rien. La première liste n'est faite qu'en juillet par Auffray, Dillon, Laisant et Naquet. Cette liste est ensuite modifiée à de multiples reprises. La plupart des candidats de province sont choisis presque au hasard, parmi les personnes qui se disent boulangistes. Seules 205 circonscriptions ont un candidat boulangiste, officiel ou non. 
Les listes publiées dans la presse sont donc totalement incohérentes et celles publiées entre le 5 et le 12 septembre donnent une impression d'improvisation et les journaux cessent donc d'arrêter de les montrer, se concentrant sur la Seine. Ces changements intempestifs de candidatures irritent les boulangistes et les royalistes qui s'accusent de trahison. Dans 63 cas, les royalistes affrontent un boulangiste. Les quelques comités locaux sont aussi délaissés car aucun de leur candidat n'est choisi mais tous se soumettent aux ordres. Déroulède obtient une dizaine de sièges pour lui et ses proches. La plupart des candidats boulangistes touchent la subvention royaliste ou boulangiste sans faire campagne. Encore une fois, aucun programme national n'est établi et le 15 septembre, Boulanger écrit un manifeste vide puisque les royalistes lui interdisent de critiquer la monarchie et la religion.

### Royalistes et bonapartistes
En face, les royalistes ont méticuleusement préparé leur élection avec des comités actifs pour encadrer les fonds. En juin, un programme national est constitué via des réunions locales et une assemblée générale. La synthèse est théocratique, réactionnaire, légitimiste mais sans être restaurateur de la monarchie. Ce programme, trop ultra, n'est pas utilisé par les candidats royalistes. Ils font alliance avec les bonapartiste et les boulangistes, influençant grâce à leur argent les profils de candidature de ces derniers. Lorsque les royalistes sont forts, les boulangistes sont ignorés, lorsqu'ils ont besoin des voix républicaines, ils ne présentent pas de candidat face aux boulangistes et lorsqu'ils n'ont pas de chances de gagner, ils laissent les boulangistes se présenter. Ils ne présentent presque aucun candidat à Paris. Au total, 289 royalistes sont candidats. Les thèmes de campagne royalistes sont vagues : dénonciation de la République et apologie de la révision sans parler de restauration, voir de république libérale et conservatrice. 
De leur côté, les bonapartistes sont presque inaudibles en raison de leur manque d'argent et du désintéressement du prince Victor. Ils présentent 136 candidatures, la plus grande partie ne parlant plus d'Empire.

## Résultats
| Parti                | Parti                      | Voix       | %     | Sièges | +/- |
| -------------------- | -------------------------- | ---------- | ----- | ------ | --- |
|                      | Républicains opportunistes | 2 938 194  | 36,30 | 257    | 38  |
|                      | Royalistes                 | 1 892 777  | 23,39 | 107    | 11  |
|                      | Radicaux                   | 1 193 158  | 14,74 | 100    | 63  |
|                      | Bonapartistes              | 935 407    | 11,55 | 56     | 26  |
|                      | Boulangistes               | 771 605    | 9,53  | 42     | 42  |
|                      | Socialistes                | 145 573    | 1,79  | 7      | 7   |
|                      | Divers droite              | 69 615     | 0,86  | 7      | 5   |
|                      |                            |            |       |        |     |
| Votes valides        |                            |            |       |        |     |
| Votes blancs et nuls |                            |            |       |        |     |
| Total                | Total                      | 8 091 981  | 100   | 576    | 8   |
| Abstentions          | Abstentions                | 2 335 780  | 22,70 |        |     |
| Inscrits             | Inscrits                   | 10 427 761 | 77,30 |        |     |

## Analyse
Les scandales qui éclaboussent la majorité républicaine et la popularité du général Boulanger entraînent une poussée de l'opposition et l'élection de 42 boulangistes à la Chambre des députés. Cependant l’abandon du scrutin de liste au profit du scrutin d’arrondissement (moins favorable aux mouvements populistes) et l’interdiction des candidatures multiples permettent aux républicains de garder la majorité absolue. Parmi ces derniers, les opportunistes ont su coordonner leurs efforts électoraux (notamment grâce à leur Association nationale républicaine) et, malgré la défaite de leur chef Jules Ferry à Saint-Dié, ils conservent plus du tiers des sièges et restent prédominants. 
Cette élection marque la fin du boulangisme déjà en déclin, avec un repli uniquement à Paris, où ils font 40 % des voix au premier tour. Les royalistes pensent que leurs résultats sont stables, mais ils sont aveuglés par l'alliance avec les boulangistes, et perdent en réalité 6,5 % des voix, tandis que les bonapartistes perdent un tiers de leurs sièges. Les divers droite, souvent des conservateurs ralliés à la République, augmentent, annonçant l'évolution aux prochaines élections. 
L'Union libérale républicaine, le centre gauche, parvient à obtenir environ 40 sièges, permettant d'avoir un socle républicain conservateur fort.
Les sept députés socialistes sont aux limites avec les radicaux ou les boulangistes et seuls deux véritables socialistes sont élus : Christophe Thivrier et Eugène Baudin. 
Après les élections, les royalistes se retirent de l'alliance et du financement du boulangisme, puis le 13 novembre, cent députés de l'Union des droites se réunissent dans une réunion qui ne décide de rien et où les antiboulangistes et les pro-boulangistes s'opposent. Armand de Mackau, partisan de l'alliance avec Boulanger, perd la présidence. Le 18 décembre, le groupe scissionne en deux groupes : la droite royaliste, antiboulangiste, la droite indépendante, pro-alliance boulangiste. Puis, le 20 mars 1890, Jacques Piou forme avec 40 autres députés la « droite constitutionnelle » qui dit accepter la République.
Lors de la vérification des pouvoirs par la Chambre, 150 élections furent jugées litigieuses. Il semble que Mackau ait donné entre 30 00 et 70 000 francs pour limiter les invalidations des royalistes à une quinzaine. Au total 22 invalidations et 6 annulations sont décidées : 11 boulangistes, 5 royalistes, 7 bonapartistes, 1 conservateur, 2 opportunistes et 2 radicaux.

## Velégislature
Durée de la législature : 12 novembre 1889 - 14 octobre 1893.
Président de la République : Sadi Carnot.
Président de la Chambre des députés : Charles Floquet (jusqu'au 10 janvier 1893), Jean Casimir-Perier ensuite.
| Gouvernement | Gouvernement         | Gouvernement                          | Dates (Durée)                                          | Président du Conseil                     | Composition initiale                  |
| ------------ | -------------------- | ------------------------------------- | ------------------------------------------------------ | ---------------------------------------- | ------------------------------------- |
| 1            | Charles de Freycinet | Gouvernement Charles de Freycinet (4) | du 17 mars 1890 au 18 février 1892 (1 an et 338 jours) | Charles de Freycinet (Union des gauches) | 10 ministres 1 sous-secrétaire d'État |
| 2            | Émile Loubet         | Gouvernement Émile Loubet             | du 27 février 1892 au 28 novembre 1892 (275 jours)     | Émile Loubet (Union des gauches)         | 10 ministres                          |
| 3            | Alexandre Ribot      | Gouvernement Alexandre Ribot (1)      | du 6 décembre 1892 au 10 janvier 1893 (35 jours)       | Alexandre Ribot (Union des gauches)      | 10 ministres 1 sous-secrétaire d'État |
| 3            | Alexandre Ribot      | Gouvernement Alexandre Ribot (2)      | du 11 janvier 1893 au 30 mars 1893 (78 jours)          | Alexandre Ribot (Union des gauches)      | 10 ministres                          |
| 4            | Charles Dupuy        | Gouvernement Charles Dupuy (1)        | du 4 avril 1893 au 23 novembre 1893 (233 jours)        | Charles Dupuy (Union des gauches)        | 10 ministres 1 sous-secrétaire d'État |